# Lister Heights
Lister Heights är en kulle i Antarktis. Den ligger i Östantarktis. Argentina och Storbritannien gör anspråk på området. Toppen på Lister Heights är 1 202 meter över havet, eller 11 meter över den omgivande terrängen. Bredden vid basen är 2,5 km.
Terrängen runt Lister Heights är kuperad åt nordost, men åt sydväst är den platt. Trakten är obefolkad. Det finns inga samhällen i närheten. 